# Йылдыз, Фуат
Фуат Йылдыз (род. 1 апреля 1965, Йенигази, Карс) — немецкий борец греко-римского стиля, чемпион и призёр чемпионатов Германии. Выступал в весовой категории до 48 кг. Бронзовый призёр чемпионата мира среди молодёжи. Участник чемпионатов Европы и мира. Участник летних Олимпийских игр 1992 года в Барселоне (4 место). Сводный брат Фуата Рыфат Йылдыз — борец греко-римского стиля, двукратный чемпион и серебряный призёр чемпионатов мира, чемпион и четырёхкратный бронзовый призёр чемпионатов Европы, серебряный призёр Олимпийских игр.

## Спортивные результаты

### Чемпионаты Германии
- Чемпионат Германии по греко-римской борьбе 1989 года — ;
- Чемпионат Германии по греко-римской борьбе 1990 года — ;
- Чемпионат Германии по греко-римской борьбе 1991 года — ;
- Чемпионат Германии по греко-римской борьбе 1992 года — ;
- Чемпионат Германии по греко-римской борьбе 1993 года — ;
- Чемпионат Германии по греко-римской борьбе 1994 года — ;
- Чемпионат Германии по греко-римской борьбе 1995 года — ;
- Чемпионат Германии по греко-римской борьбе 1996 года — ;

### Международные соревнования

#### Чемпионаты Европы
- Чемпионат Европы по борьбе 1986 года — 5;
- Чемпионат Европы по борьбе 1990 года — 5;
- Чемпионат Европы по борьбе 1992 года — 5;
- Чемпионат Европы по борьбе 1994 года — 10;
- Чемпионат Европы по борьбе 1996 года — 12;

#### Чемпионаты мира
- Чемпионат мира по борьбе среди молодёжи 1985 года — ;
- Чемпионат мира по борьбе 1994 года — 11;